# Campiglossa clathrata
Campiglossa clathrata este o specie de muște din genul Campiglossa, familia Tephritidae. A fost descrisă pentru prima dată de Friedrich Hermann Loew în anul 1862. Conform Catalogue of Life specia Campiglossa clathrata nu are subspecii cunoscute.